# 石宝镇 (古蔺县)
石宝镇，是中华人民共和国四川省泸州市古蔺县下辖的一个乡镇级行政单位。

## 行政区划
石宝镇下辖以下地区：
石宝街社区、石宝村、小龙村、普乐村、洪坝村、玉龙村、白玉村、可贝村、合马村、双丰村、双华村、兴龙村、长坪村、五星村、高家村、石口村和白荡村。